# Golf de Tàrent
El golf de Tàrent (en llatí Tarentinus sinus, en grec antic Ταραντῖνος κόλπος, en italià Golfo di Taranto) és un golf de la mar Jònica situat al sud d'Itàlia, entre la península Salentina i la península de Messàpia o Calàbria. Els autors antics, com ara Estrabó, Pomponi Mela, Plini el Vell i Claudi Ptolemeu situen els seus límits entre el cap de Leuca a Iapígia al nord i el cap de Colonne (o Lacinium) al sud. Banya les costes de la Pulla, la Basilicata i la Calàbria.
Li dona nom la ciutat de Tàrent, situada a l'extrem nord-est, que té un bon port i a l'antiguitat era gairebé l'únic de tot el golf. Les costes occidentals estaven poblades per unes quantes colònies gregues que es van convertir en ciutats importants: Crotona, Síbaris, Metapont i, més endavant, Heraclea de Lucània i Turis. La gran fertilitat del territori compensava la manca de ports naturals. A la riba nord, a Iapígia, només hi havia una única ciutat important, Cal·lípolis, l'actual Gallipoli, que sempre va tenir una condició subordinada.